# Claudio Maldonado
Claudio Maldonado (* 3. Januar 1980 in Curicó, Chile; vollständiger Name
Claudio Andrés del Transito Maldonado Rivera) ist ein ehemaliger chilenischer Fußballspieler und Kapitän der chilenischen Fußballnationalmannschaft, der in der Winterpause der Saison 2007/2008 vom brasilianischen Erstligisten FC Santos zum türkischen  Fenerbahçe SK wechselte. Sein Vertrag dort lief bis zum 30. Juni 2009, dieser wurde wegen enttäuschenden Leistungen nicht verlängert, so dass er anschließend ablösefrei zum Flamengo Rio de Janeiro wechselte. Für Fenerbahçe absolvierte er in zwei Spielzeiten lediglich 27 Pflichtspiele.

## Erfolge
Colo-Colo
- Chilenischer Fußball-Meister: 1998

São Paulo
- Torneio Rio-São Paulo: 2001

Cruzeiro
- Copa do Brasil: 2003
- Brasilianischer Fußball-Meister: 2003

## Privat
Maldonado ist mit der Tochter von Vanderlei Luxemburgo (Trainer CR Flamengo) verheiratet. Das Paar hat einen Sohn und eine Tochter.
| Personendaten    | Personendaten                                                     |
| ---------------- | ----------------------------------------------------------------- |
| NAME             | Maldonado, Claudio                                                |
| ALTERNATIVNAMEN  | Claudio Andrés Del Transito Maldonado Rivera (vollständiger Name) |
| KURZBESCHREIBUNG | chilenischer Fußballspieler                                       |
| GEBURTSDATUM     | 3. Januar 1980                                                    |
| GEBURTSORT       | Curicó, Chile                                                     |